# Colaboración premiada
La colaboración premiada o, en lenguaje coloquial, delación premiada, es un beneficio concedido al acusado en una causa penal en el Derecho de Brasil que acepte colaborar en la investigación criminal o entregar sus cómplices. Este beneficio está previsto en diversas leyes brasileñas: Código Penal; Ley n.º 8.072 / 90 sobre Delitos de extrema gravedad y equiparados, Ley 9.034 / 95 sobre Organizaciones criminales; Ley 7.492 / 86 sobre Delitos contra el sistema financiero nacional; Ley 8.137 / 90 sobre Delitos contra el orden tributario, económico y contra las relaciones de consumo; Ley 9.613 / 98 sobre lavado de dinero; Ley 9.807/ 99 sobre Protección de testigos; Ley 8.884 / 94 sobre Infracciones contra el orden económico y Ley 11.343 / 06 sobre drogas y afines.

## Concepto
La Ley de Organizaciones criminales (Ley 12.850 / 2013) dispone que el juez podrá conceder perdón judicial, reducir la pena de prisión en dos tercios o sustituirla por una pena restrictiva de derechos a quien contribuya efectiva y voluntariamente a la investigación o proceso.
Para que un acusado se convierta en colaborador y goce de los beneficios que la ley le ofrece, el primer paso es manifestar oficialmente el interés en hacer el acuerdo; después, en presencia del abogado y del fiscal, dice lo que tiene para revelar y a continuación, si el proceso avanza, las partes firman un acuerdo de confidencialidad para evitar fugas de información.
Las informaciones solo podrán ser usadas en las investigaciones una vez que el acuerdo sea homologado por la Justicia. Junto con los testimonios, el colaborador tiene que aportar pruebas y documentos y, a cambio, recibirá una pena menor. Especialistas en el tema precisan que la decisión de convertirse en colaborador debe ser adoptada en forma voluntaria por el investigado.
Según la legislación, la colaboración debe servir para lograr al menos una de estas finalidades:
- identificación de otros autores del crimen o miembros de la organización delictiva;
- revelación de la estructura jerárquica de la organización criminal;
- prevención de infracciones penales derivadas de la actividad delictiva;
- recuperación parcial o total de los productos de las infracciones;
- localización de la víctima con integridad física preservada.

## Beneficios a los delatores
La delincuencia premiada puede beneficiar al acusado con:

- disminución de la pena de 1/3 (33,3 %) a 2/3 (66,6 %);
- cumplimiento de la pena en régimen semiabierto;
- extinción de la pena;
- perdón judicial.

En 2013, la entonces presidenta de la república, Rousseff, aprobó la ley de colaboración premiada para su uso en el delito de organización criminal, en la Ley de las organizaciones criminales 12.850 / 13.

## Puntos positivos de la delación

### Valores recuperados de la corrupción
En dos años, la Operación Autolavado recuperó más de 4000 millones de reales desviados por la corrupción

### Medio de vencer pactos de silencio entre criminales
El juez federal responsable de la primera sentencia del Alexandro Sampaio, afirmó que la delación es un instrumento «estrictamente regulado por la ley» y fundamental para «vencer pactos de silencio establecidos entre criminales», y también agregó que una modificación del régimen de concesiones a los denunciantes «obstaculizaría a la justicia llegar a las filas superiores de las organizaciones criminales».

## Puntos negativos de la delación

### Similitud con la tortura
Los críticos de la colaboración premiada argumentan que, al efectuar una prisión preventiva y condicionar la libertad del preso a su delación, la institución de la colaboración premiada se asemeja a la tortura.

## Colaboración intermediada por la Policía Federal
En junio de 2018, el Tribunal Regional Federal de la 4.ª Región (TRF4) homologó el acuerdo de colaboración premiada de Antonio Palocci, en el marco de la Operación Lava Chorro. El acuerdo fue homologado por el desembargador federal João Pedro Gebran Neto.